# دار خديجة بنت خويلد
دار خديجة بنت خويلد نسبة إلى صاحبة الدار أم المؤمنين خديجة بنت خويلد٬ زوجة الرسول محمد٬ كان موقع هذه الدار بزقاق الحجر٬ أو زقاق العطارين في شارع الصاغة بسوق الليل في مكة المكرمة٬ ثم أدخلت الدار في توسعة الحرم المكي.

## التاريخ
ولدت في هذه الدار فاطمة بنت محمد وأخواتها أولاد خديجة من النبي، وبها بنى الرسول بخديجة، وبها توفيت، وظل الرسول نازلاً بها حتى هاجر إلى المدينة المنورة، فأخذها عقيل بن أبي طالب، ثم اشتراها منه معاوية بن أبي سفيان فحولها إلى مسجد. وقد جددت عمارة المبنى التاريخي خلال القرون الإسلامية عدة مرات٬ كان من أهمها تجديد عمارتها في عهد الخليفة العباسي الناصر لدين الله٬ ثم في عهد السلطان المظفر يوسف الرسولي (647 هـ - 1249 / 694 هـ - 1295) صاحب اليمن٬ ثم في عهد السلطان المملوكي الأشرف بن شعبان٬ ثم في عهد الناصر فرج بن الظاهر برقوق عام 802 هـ الموافق 1400، ثم في عهد السلطان العثماني سليمان القانوني عام 935 هـ الموافق 1529. في العهد السعودي أُدخلت الدار في توسعة الملك فهد للمسجد الحرام٬ إذ يقع مكانها بالساحة الكائنة شرق المسعى على بعد ستة عشر مترًا من الجدار الشمالي على يمين الداخل من البوابة المقابلة لمكتبة مكة المكرمة.